# 康巴卫视
四川康巴藏语卫视，或简称康巴卫视，是四川广播电视台所拥有的一条电视频道，于2009年10月28日开播。是继西藏藏语卫视、青海安多卫视后，中国大陆第三个播出藏语节目的卫视频道，采用卫星、有线电视、无线发射等方式覆盖四川、西藏、青海、甘肃、云南等西部五省康巴藏区，全天24小时播出。使用两个LOGO，分别为四川广播电视台LOGO和自己的LOGO。
该频道使用汉语及藏语康巴方言播出，绝大多数藏语配音的节目配有汉语字幕，同样，绝大多数汉语配音的节目配有藏语字幕。

## 主要节目
- 《央视新闻联播》（藏语配音，四川民族广播同步播出）
- 《康巴卫视新闻》
- 《快乐汉藏语》
- 《启米时间》
- 《向巴聊天》
- 《法制明镜》
- 《康巴讲坛》
- 《康巴欢乐汇》
- 《康巴剧场》
- 《拉姆报天气》

## 台歌
康巴卫视的台歌为《高原上的我和你》，每天不定时播放。在2013年9月未实现24小时播出之前，该歌曲安排于每日全天节目播映完毕前作为结束曲播出。